# Veenendaal–Veenendaal Classic
Veenendaal–Veenendaal Classic, från starten 1985 bara kallat kallat Veenendaal–Veenendaal, därefter 2009–2013 Dutch Food Valley Classic och 2014–2016 Arnhem–Veenendaal Classic, är ett nederländskt endagslopp i landsvägscykling. Det som körs som varv på någon/några slingor, med start och mål i Veenendaal. När UCI Europe Tour instiftades 2005 inkluderades loppet i denna klassificerat som 1.HC, men flyttades ner till 1.1 2011. I kalendern har det hoppat ett par gånger mellan höst (augusti/september 1985–1993, 2010–2019) och vår (april/maj/juni 1994–2009, 2022–).
Sedan 2018 arrangeras även ett lopp för damer (klassificerat av UCI som 1.1 till och med 2024, från 2025 uppflyttat till 1.HC). 2018 kördes det samma dag som herrloppet, från 2022 flyttat till dagen före.
Både herr- och damloppet ställdes in 2025 på grund av polisbrist orsakad av ett NATO-toppmöte.

## Podieplaceringar

### Herrar
| År                            | Vinnare              | Tvåa                 | Trea                 |
| Veenendaal–Veenendaal         |                      |                      |                      |
| 1985                          | Joop Zoetemelk       | Leo van Vliet        | Adri van Houwelingen |
| 1986                          | ej avhållet          | ej avhållet          | ej avhållet          |
| 1987                          | Johan Capiot         | Jean-Paul van Poppel | Wim Arras            |
| 1988                          | Ronny Vlassaks       | John Bogers          | Hennie Kuiper        |
| 1989                          | Jean-Paul van Poppel | John Vos             | Mathieu Hermans      |
| 1990                          | Wiebren Veenstra     | Peter Pieters        | Ralph Moorman        |
| 1991                          | Wiebren Veenstra     | Olaf Ludwig          | John Talen           |
| 1992                          | Jacques Hanegraaf    | Hendrik Redant       | Rob Harmeling        |
| 1993                          | Rob Mulders          | Maarten den Bakker   | Danny Nelissen       |
| 1994                          | Vjatjeslav Jekimov   | Andreas Kappes       | Frans Maassen        |
| 1995                          | Olaf Ludwig          | Peter Van Petegem    | Patrick Jonker       |
| 1996                          | Andrei Tchmil        | Arvis Piziks         | Johan Capiot         |
| 1997                          | Jeroen Blijlevens    | Léon van Bon         | Arvis Piziks         |
| 1998                          | Frank Høj            | Peter Van Petegem    | Léon van Bon         |
| 1999                          | Tristan Hoffman      | Chris Peers          | Erik Dekker          |
| 2000                          | Steven de Jongh      | Niko Eeckhout        | Servais Knaven       |
| 2001                          | Steven de Jongh      | Rudie Kemna          | Roger Hammond        |
| 2002                          | Bobbie Traksel       | Bart Voskamp         | Robbie McEwen        |
| 2003                          | Léon van Bon         | Marc Wauters         | Robbie McEwen        |
| 2004                          | Simone Cadamuro      | Robbie McEwen        | Jo Planckaert        |
| 2005                          | Paul van Schalen     | Dean Podgornik       | Ruslan Ivanov        |
| 2006                          | Tom Boonen           | Steffen Radochla     | Max van Heeswijk     |
| 2007                          | Steffen Radochla     | Stefan van Dijk      | Davide Viganò        |
| 2008                          | Robert Förster       | Sven Krauss          | Niko Eeckhout        |
| Dutch Food Valley Classic     |                      |                      |                      |
| 2009                          | Kenny van Hummel     | Graeme Brown         | Steven de Jongh      |
| 2010                          | Edvald Boasson Hagen | Kenny van Hummel     | Stefan van Dijk      |
| 2011                          | Theo Bos             | Wim Stroetinga       | Stefan van Dijk      |
| 2012                          | Theo Bos             | Peter Sagan          | Mark Renshaw         |
| 2013                          | Elia Viviani         | Danilo Napolitano    | Kenny van Hummel     |
| Arnhem–Veenendaal Classic     |                      |                      |                      |
| 2014                          | Yves Lampaert        | Michael Vingerling   | Jos van Emden        |
| 2015                          | Dylan Groenewegen    | Yauheni Hutarovich   | Roman Maikin         |
| 2016                          | Dylan Groenewegen    | Chris Opie           | Kenny Dehaes         |
| Veenendaal–Veenendaal Classic |                      |                      |                      |
| 2017                          | Luka Mezgec          | Wouter Wippert       | Moreno Hofland       |
| 2018                          | Dylan Groenewegen    | Wouter Wippert       | Sondre Holst Enger   |
| 2019                          | Zak Dempster         | Martijn Budding      | Nick van der Lijke   |
| 2020- 2021                    | inställt             | inställt             | inställt             |
| 2022                          | Dylan Groenewegen    | Gerben Thijssen      | Arnaud De Lie        |
| 2023                          | Dylan Groenewegen    | Arvid de Kleijn      | Sam Welsford         |
| 2024                          | Tord Gudmestad       | Simon Dehairs        | Dylan Groenewegen    |
| 2025                          | inställt             | inställt             | inställt             |

### Damer
| År   | Vinnare              | Tvåa                | Trea             |          |
| ---- | -------------------- | ------------------- | ---------------- | -------- |
| 2018 | Annemiek van Vleuten | Małgorzata Jasińska | Lorena Wiebes    |          |
| 2019 | inställt             | inställt            | inställt         | inställt |
| 2020 | inställt             | inställt            | inställt         | inställt |
| 2021 | inställt             | inställt            | inställt         | inställt |
| 2022 | Gladys Verhulst      | Karlijn Swinkels    | Rachele Barbieri |          |
| 2023 | Lotte Kopecky        | Martina Fidanza     | Daria Pikulik    |          |
| 2024 | Riejanne Markus      | Barbara Guarischi   | Marthe Truyen    |          |